# Independence (Kansas)
 For alternative betydninger, se Independence. (Se også artikler, som begynder med Independence)
Independence er en amerikansk by og administrativt centrum for det amerikanske county Montgomery County, i staten Kansas. I 2000 havde byen et indbyggertal på 9.846.
37°13′42″N 95°42′41″V / 37.2283°N 95.7114°V